# Vucherens
Vucherens is een gemeente en plaats in het Zwitserse kanton Vaud en maakt sinds 1 januari 2008 deel uit van het district Broye-Vully. Voor 2008 maakte de gemeente deel uit van het toenmalige district Moudon. Vucherens telt 502 inwoners.
De schrijfster Marie-José Auderset woont in Vuckerens.